# رابرت هلیس
رابرت هلیس (انگلیسی: Robert Héliès; ۸ فوریهٔ ۱۹۲۷ – ۱۹ فوریهٔ ۲۰۱۹) بازیکن فوتبال اهل فرانسه بود.
از باشگاه‌هایی که در آن بازی کرده‌است می‌توان به باشگاه فوتبال سن-اتین اشاره کرد.